# Patrick Riguelle

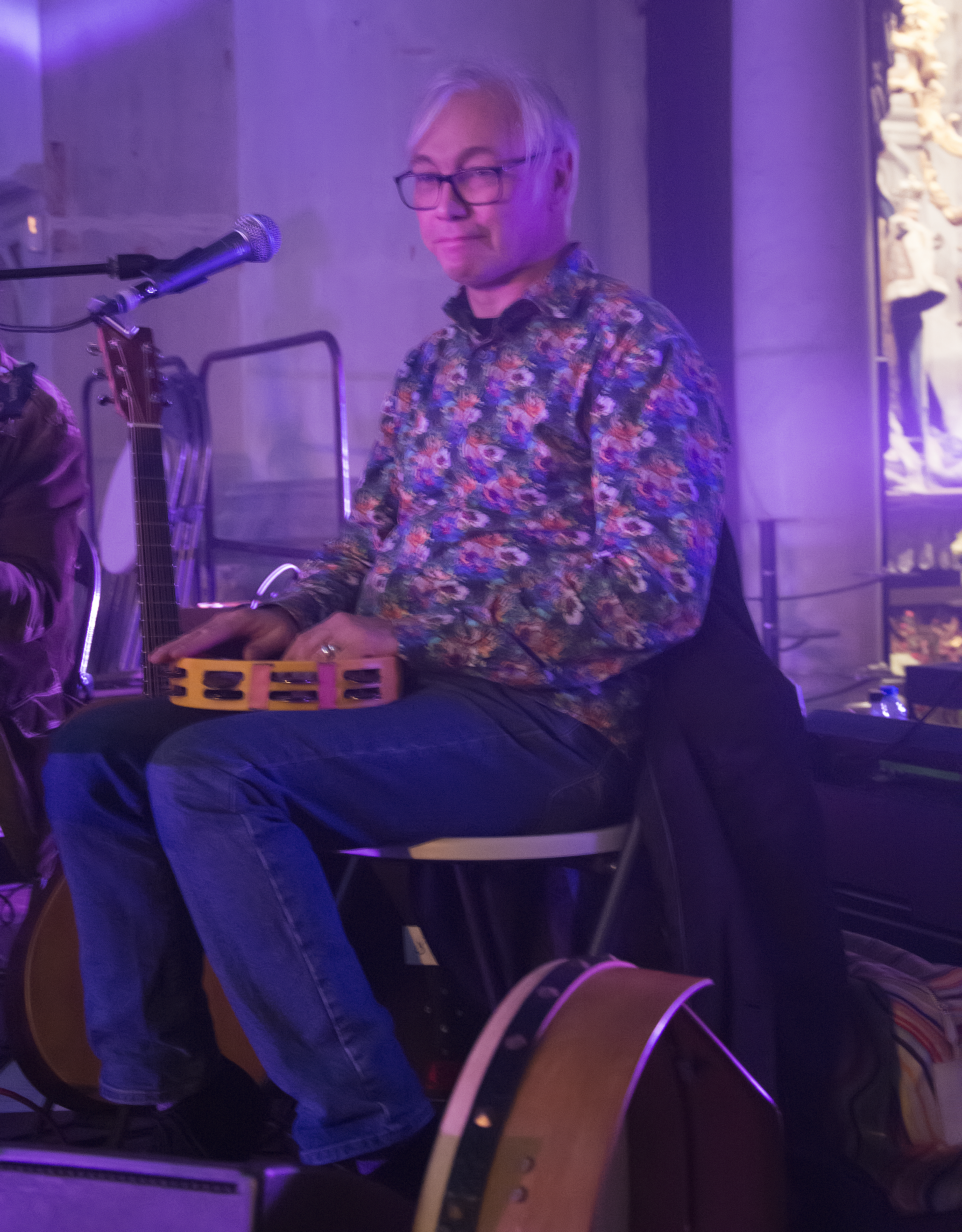
Patrick Riguelle in de Sint-Romboutskathedraal in 2018

Patrick Riguelle (Ukkel, 5 februari 1962) is een Belgisch zanger, gitarist en lokaal sp.a-politicus.

## Biografie
Riguelle is de zoon van een Waalse vader en Vlaamse moeder en groeide een periode op in Blankenberge waar hij een vriendschapsband met Kurt Van Eeghem onderhield. 
Riguelle speelde in de jaren 80 als studiomusicus met onder anderen Dirk Blanchart en Salvatore Adamo. Later werd hij de frontzanger van de folkband Kadril. In 1999 werd hij de voornaamste zanger van De Laatste Showband, een activiteit die hij volhield tot 2011, tot de band uit het programma verdween. De grootste ster, aldus Riguelle zelf, waarmee ze in deze periode samenspeelden, was Sting. Hoewel het aanvankelijk niet de bedoeling was om samen een nummer te brengen, overtuigde Dennis Rodman de zanger tijdens de show. Onvoorbereid bracht Sting samen met de band The Police-klassieker Message in a Bottle. Een ander memorabel moment voor Riguelle was het optreden van Emmylou Harris. De muzikant was na het optreden zo hard de kluts kwijt, dat hij door drie rode lichten reed zonder het te merken. Het gevolg waren twee boetes.
Later trad hij op met Jan Hautekiet, en samen brachten ze drie cd's uit, waarvan de twee laatste onder de naam Red Harmony. In 2011 inspireerde de crisis hem om te grasduinen in de rijke songtraditie van The Brill Building, een voormalig kleermakersgebouw van de Brill Brothers op Broadway te New York. De broers hadden zich immers verplicht gezien door de crisis van de jaren 50 muziekuitgevers toe te laten in wat voordien behuisd werd door beurslui. In het gebouw werden tal van muziekklassiekers neergeschreven door onder andere Leiber & Stoller, Neil Diamond, Carol King, Burt Bacharach, Paul Simon en Phil Spector. Het gevolg was de show Songs from the Brill Building die hij samen met John Terra brengt.
Daarnaast speelde hij bij tal van bands en artiesten als gastmuzikant. Zo bespeelde hij de mondharmonica op No Television van The Radio's, werkte hij mee aan 6 van de 12 nummers op het album Honey & Hurricanes van Beverly Jo Scott, deed hij de backing vocals op 4 van de 14 tracks op het album Yo You Man van Blue Blot, bespeelde hij de steelgitaar op 9 van de 13 nummers van het album Interland van De Jazzpolitie. Voorts werkte hij onder andere samen met The Scabs (o.a. Skintight; '87, Royalty in Exile; '90, Jumping the Track; '91 en Dog Days Are Over; '93), Dirk Blanchart (About The Rain; '89 en Blow; '92), Hugo Matthysen (Red Onze Planeet; '91), Noordkaap (Een Heel Klein Beetje Oorlog; '92), The Dinky Toys (The Colour of Sex; '92), Mama's Jasje (Letters en Lawaai; '92), Margriet Hermans (o.a. Ik Ben met z'n Tweeën; '92 en Voluit; '95), Isabelle A (Jij Doet Me Leven; '93, Isabelle A; '94 en Hemels; 98), Guido Belcanto (Zeerover Zonder Boot; 93), Roland Van Campenhout (Little Sweet Taste; '94), Elisa Waut (Angelus; '95), Elliott Murphy (Selling The Gold; '95), Lieven Tavenier (Doe het Licht; '95), Red Zebra (Don't Put Your Head in a Bucket; '02) en De Mens (Onder De Duinen - 2007).
Op 12 juni 2011 stelde Patrick Riguelle in het Radio 1-programma Helden zijn muzikale roots voor. Hij noemde onder andere Bob Dylan, Claude François, John Lydon, Joy Division, Queen, The Who, Jah Wobble, Rum, Golden Earring en Henri Salvador als belangrijke invloeden.
In 2012 stond Riguelle op de sp.a-lijst in Mechelen bij de gemeenteraadsverkiezingen. Hij wilde zich zo inzetten voor de cultuur in de stad. Hij poneerde eerder al voorstellen met betrekking tot cultuur bij lokaal sp.a-lijsttrekker en schepen Caroline Gennez, die hem aanspoorde zelf in de politiek te stappen. Riguelle haalde niet voldoende stemmen voor een plaats in de gemeenteraad, maar kwam er na het ontslag van twee gemeenteraadsleden in april 2018 alsnog tot eind december 2018 in terecht.

## Selectieve discografie
- Kadril - De Vogel in de Muite (1990)
- Kadril - Nooit met Krijt (1994)
- Kadril - De Groote Boodschap - Live (1996)
- Riguelle & Hautekiet - A Minor Thing (1998)
- Kris de Bruyne, Wigbert Van Lierde & Patrick Riguelle - Zakformaat XL N°1 (2000)
- Red Harmony - Red Harmony (2000)
- Red Harmony - Dielectric Union (2002)
- Jean-Marie Aerts, Patrick Riguelle & Filip Casteels - Live @ The Montmartre (2011)
- Riguelle - Un Premier Amour De Luxe (2012)
- Well Well... Oil on Water (2019)

### Hitnoteringen
| Album met hitnotering(en) in de Vlaamse Ultratop 200 albums | Datum van verschijnen | Datum van binnenkomst | Hoogste positie | Aantal weken | Opmerkingen |
| ----------------------------------------------------------- | --------------------- | --------------------- | --------------- | ------------ | ----------- |
| Un premier amour                                            | 2012                  | 24-11-2012            | 119             | 10           |             |
| On n'oublie rien - les chansons de Jacques Brel             | 2015                  | 23-05-2015            | 32              | 8            |             |

## Trivia
- In 2004 nam Riguelle deel aan het tweede seizoen van de Slimste Mens ter Wereld. Na vier deelnames moest hij de quiz verlaten.